# Čečejovce
Čečejovce (in ungherese Csécs) è un comune della Slovacchia facente parte del distretto di Košice-okolie, nella regione di Košice.